# Floruit
Floruit, zkráceně fl. (či též flor.), je latinský výraz s významem „vzkvétal/a“, který určuje datum nebo období, během kterého byla určitá osoba nejvíce aktivní.
V češtině se setkáváme s podobným výrazem „rozkvět“ („vzkvétat“, „výkvět“ apod.). V němčině existuje výraz blühte (zkr. bl.) s podobným významem, doslova „kvetl(a)“.